# Saint-Angel, Allier

Saint-Angel este o comună în departamentul Allier din centrul Franței. În 1 ianuarie 2022 avea o populație de 753 de locuitori.